# Redemption (Little Caesar)
Redemption è il terzo album in studio dei Little Caesar, uscito nel 2009 per l'etichetta discografica Dirty Deeds Records.

## Tracce
1. Same Old Story
2. Supersonic
3. Loving You Is Killing Me
4. Witness Stand
5. Redemption
6. Sick And Tired
7. Real Rock Drive
8. That Was Yesterday
9. Every Picture Tells A Story
10. Just Like A Woman

## Formazione
- Ron Young - voce
- Louren Molinare - chitarra
- Joey Brasler - chitarra
- Fidel Paniagua - basso, cori
- Tom Morris - batteria